# Hayden Coffin

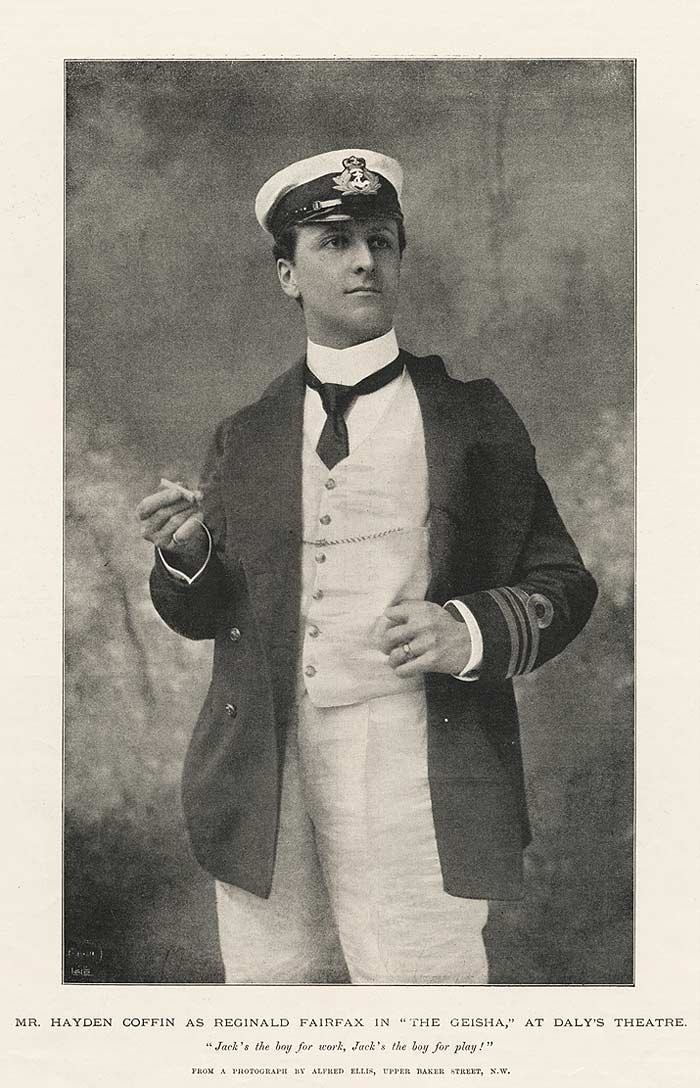
Hayden Coffin in The Geisha

Hayden Coffin, nome all'anagrafe Charles Hayden Coffin (Manchester, 22 aprile 1862 – Londra, 8 dicembre 1935), è stato un cantante e attore inglese, noto soprattutto per le sue interpretazioni in alcune celebri commedie musicali prodotte da George Edwardes.

## Biografia
La sua famiglia proveniva dal Maine, e suo padre svolse l'attività di dentista.
Dopo aver superato gli esami preliminari per l'inserimento nel College di Surgeons, decise di abbandonare gli studi per dedicarsi alla recitazione.
All'età di ventun'anni esordì ufficiosamente al Saint George's Hall londinese nel ruolo di Tom Gilroy in Partners for Life e come Vivid in Monsieur Jacques

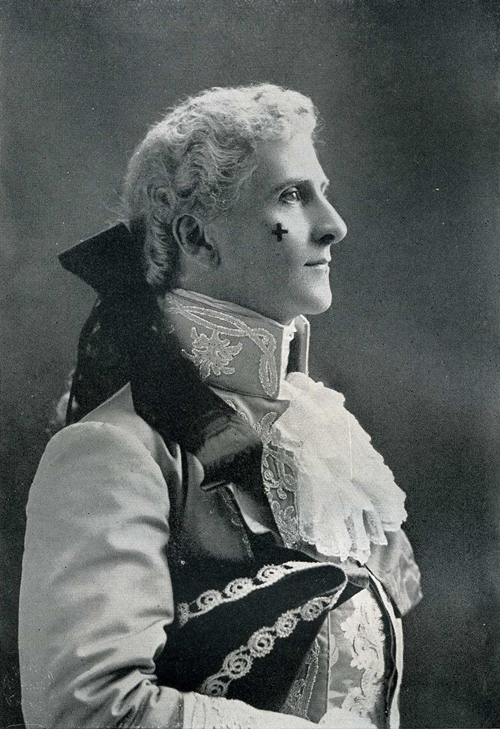
Coffin in Dorothy

Il suo debutto professionale avvenne nel 1885 nell'operetta di Solomon-Grundy intitolata Pocahontas.
Il 3 maggio 1886 è Coriolon nella prima assoluta dell'opera leggera The Lily of Leoville di Ivan Caryll a Birmingham, che ebbe l'ultima replica a Londra il successivo 25 giugno e dopo aver partecipato a numerosi spettacoli classici assieme alla Dramatic Students' Society, raggiunse la fama grazie al grande successo dell'operetta di Alfred Cellier Dorothy, interpretando Harry Sherwood nella prima assoluta il 25 settembre 1886 al Gaiety Theatre (Londra), nella quale introdusse la popolare conzone Queen of My Heart.
Sempre con Dorothy va in scena il 20 dicembre successivo nella prima al Prince of Wales Theatre di Londra dove canta nella trecentesima recita del 27 luglio 1887 ed il 17 dicembre 1888 nella prima al Lyric Theatre di Londra dove canta anche nell'ultima replica il 6 aprile 1889.
Il 20 aprile successivo è Sir Philip Carey nella prima assoluta dell'opera comica Doris di Cellier al Lyric Theatre di Londra dove il 23 novembre 1889 è Sir Harry Leighton nella prima assoluta di The Red Hussar di Edward Solomon.
Aiutato dalla sua voce potente e dalla sua buona presenza scenica, divenne uno dei baritoni più in voga del suo tempo.
Trascorse gli anni 1892-1893 a New York come co-starring in diverse produzioni assieme al soprano Lillian Russell, debuttando come Arrostino Annegato nella prima di The Mountebanks di Cellier l'11 gennaio. Lavorò anche in numerose pantomime.
Coffin ritornò sul palcoscenico londinese nel 1893 per una serie di commedie musicali scritte da George Edwardes e musicate da Sidney Jones, incluse le prime assolute di A Gaiety Girl al Prince of Wales Theatre (14 ottobre 1893), il successo di An Artist's Model al Daly's Theatre (2 febbraio 1895) e la prima al Lyric Theatre (28 maggio successivo), di The Geisha al Daly's Theatre (25 aprile 1896), di A Greek Slave al Daly's Theatre (8 giugno 1898) e di San Toy al Daly's Theatre (21 ottobre 1899).
È nel cast delle prime assolute al Daly's Theatre di Lionel Monckton di A Country Girl con Evie Greene (18 gennaio 1902) e di The Cingalee (5 marzo 1904).
Il 5 dicembre 1902 è counsel of plaintiff nella prima di Trial by Jury di Arthur Sullivan al Lyric Theatre, il 18 maggio 1904 Florestan de Valaincourt nella prima di Véronique di André Messager all'Apollo Theatre e nelle prime assolute a Londra di The Girl Behind the Counter di Howard Talbot il 21 aprile 1906, di Tom Jones di Edward German con Cicely Courtneidge il 17 aprile 1907 e cap. Charteris in The Quaker Girl di Monckton il 5 novembre 1910.
Sempre nel 1910 è nel cast di Two Merry Monarchs di Orlando Morgan.

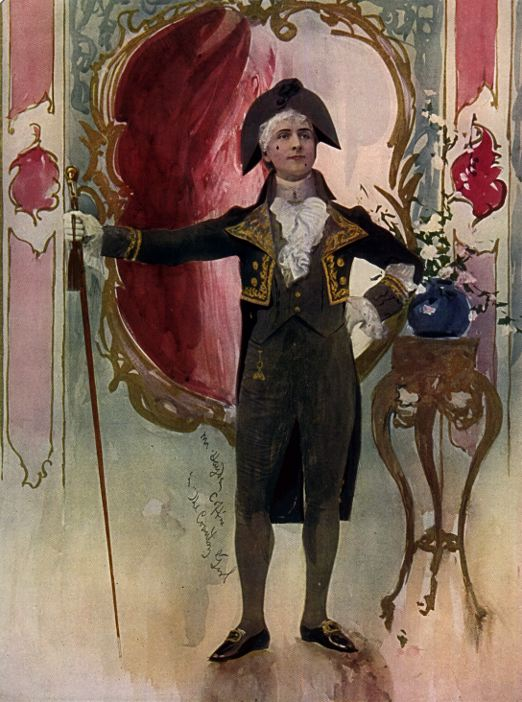
Coffin in A Country Girl

Oltre alla sua principale attività nell'ambito dell'operetta, Coffin si occupò spesso di prosa, impegnandosi nel ruolo di Feste ne La dodicesima notte di Shakespeare diretta da Barker nel 1912 al Savoy Theatre ed in quello di Cappellaio Matto in varie edizioni di Alice nel Paese delle Meraviglie.
Morì a Londra all'età di 73 anni.

## Filmografia
La filmografia è completa. Quando manca il nome del regista, questo non viene riportato nei titoli
- San Toy (1900)
- It's Always the Woman, regia di Wilfred Noy (1916)
- The Bigamist (1916)
- Queen of My Heart, regia di Albert Ward (1917)
- The Black Spider, regia di William Humphrey (1920)
- School for Scandal, regia di Thorold Dickinson e Maurice Elvey (1930)